# إي بي إس إكس إي
إي بي إس إكس إي (بالإنجليزية: ePSXe) هو محاكٍ لنظام البلي‌ستيشن يعمل على أندرويد، ولينكس، وويندوز، المحاكي متاح تحت ترخيص مجاني، تجاري (أندرويد).
آخر إصدار هو 1.9.0 وقد صدر بتاريخ 03 أغسطس 2013.

## الوصلات الخارجية
- قائمة محاكيات أنظمة ألعاب الفيديو في ويكيبيديا الإنجليزية. (بالإنجليزية)